# Gwenneth Pryor
Gwenneth Pryor (Sydney, Australia, 4 de juliol, 1941 - Londres (Regne Unit), 2023), va ser una pianista australiana establerta a Anglaterra.

## Carrera
Gwenneth Pryor es va graduar al Conservatori de Música de Sydney, on va guanyar un premi a l'estudiant més destacada el 1960.  Va guanyar la beca de viatge Pedley Woolley McMenamin per al Royal College of Music de Londres, on va rebre la Medalla d'Or Hopkinson. Va continuar la seva estada a Londres després que li prorroguessin la beca, estudiant amb Lamar Crowson i també va actuar en concursos a Moscou i Praga, i va representar el Royal College of Music de Viena.
El 1965 va debutar a Londres al Wigmore Hall, i poc després va gravar les Sonates de Beethoven amb el violinista Carlos Villa, que es van convertir en un disc clàssic super vendes després del seu llançament el 1967, i van ser nomenats Disc de l'Any de la BBC. També havia gravat amb Gervase de Peyer, l'Orquestra Simfònica de Londres, l'Orquestra Filharmònica de Londres, l'Orquestra de Cambra English i per a la ràdio ABC i BBC."Pryor appears with Symphony". The Gazette. 8 Feb 1981. p. 62.
Havia fet gires per Anglaterra, Europa, Austràlia i Amèrica, i va ser membre del Melos Ensemble el 1974.

## Vida personal
Pryor va néixer a Sydney, Austràlia. La seva família es va traslladar a Canberra quan tenia cinc anys, i després a Newcastle quan en tenia 13, perquè pogués assistir al Conservatori de Newcastle, abans d'estudiar al Conservatori de Sydney.
Va viure a Londres des dels anys seixanta, on va viure amb el seu marit Roger Stone i la seva filla i el seu fill. Stone va ser l'agent i mànager de Pryor fins a la seva mort.